# Euzko Gudarostea
Euzko Gudarostea (de acuerdo con la ortografía usada en la década de 1930; Ejército Vasco en castellano) fue una milicia creada por el Partido Nacionalista Vasco el 8 de agosto de 1936, al comenzar la guerra civil española. También se aplicó el nombre al conjunto de unidades militares leales a la República en Vizcaya y Guipúzcoa durante la guerra, en parte dirigidas por el Gobierno Provisional del País Vasco. Con posterioridad pasó a ser conocido como Cuerpo de Ejército de Euzkadi y posteriormente XIV Cuerpo de Ejército, denominación que recibió tras su integración oficial y orgánica en el Ejército Popular de la República con motivo de la política gubernamental de integrar todas las agrupaciones militares de la zona republicana bajo una misma organización y dirección.

## Contexto general
Tras el golpe de Estado de julio de 1936 y el consiguiente estallido de la guerra civil española, las provincias vascas de Vizcaya y Guipúzcoa quedaron en territorio leal a la República, mientras que la mayor parte de Álava, la provincia vasca menos poblada, y Navarra era tomadas por el bando sublevado en los primeros días del conflicto. Si bien las guarniciones militares republicanas se mantenían disciplinadas en las provincias vascas, al quedar éstas aisladas geográficamente del resto de la zona republicana se empezaron a formar grupos de voluntarios para el combate, provenientes de los partidos y organizaciones sindicales izquierdistas —socialistas, comunistas y anarquistas—, pero también muchos de ellos eran adherentes del Partido Nacionalista Vasco (PNV). Ante la gran afluencia de simpatizantes del PNV a las filas de voluntarios, el Gobierno vasco (dominado por el PNV) determina la fundación, a principios de agosto de 1936, del Euzko Gudarostea.
El primer jefe del Euz
ko Gudarostea fue el capitán de intendencia Cándido Saseta y lo controlaban los diputados del PNV Manuel de Irujo, José María Lasarte y Telesforo Monzón. El 25 de septiembre se constituyó formalmente el Ejército Vasco. Alberto de Montaud y Noguerol fue designado Jefe del Estado Mayor del Ejército Vasco por el primer Lehendakari del Gobierno de Euskadi, José Antonio Aguirre, el 6 de noviembre de 1936, por quien manifestaba una admiración sin límites —“Es la máxima capacidad militar que he conocido y tiene una preparación y cultura no ya popular sino universal.”— El 9 de mayo de 1937 Montaud cesó en dicho cargo, el cual fue asumido personalmente por el propio lehendakari. El mando supremo de las fuerzas armadas quedó en manos del lehendakari el 7 de octubre de 1936. Entre junio y 24 de agosto de 1937 llegaron al pacto de Santoña.

## Organización

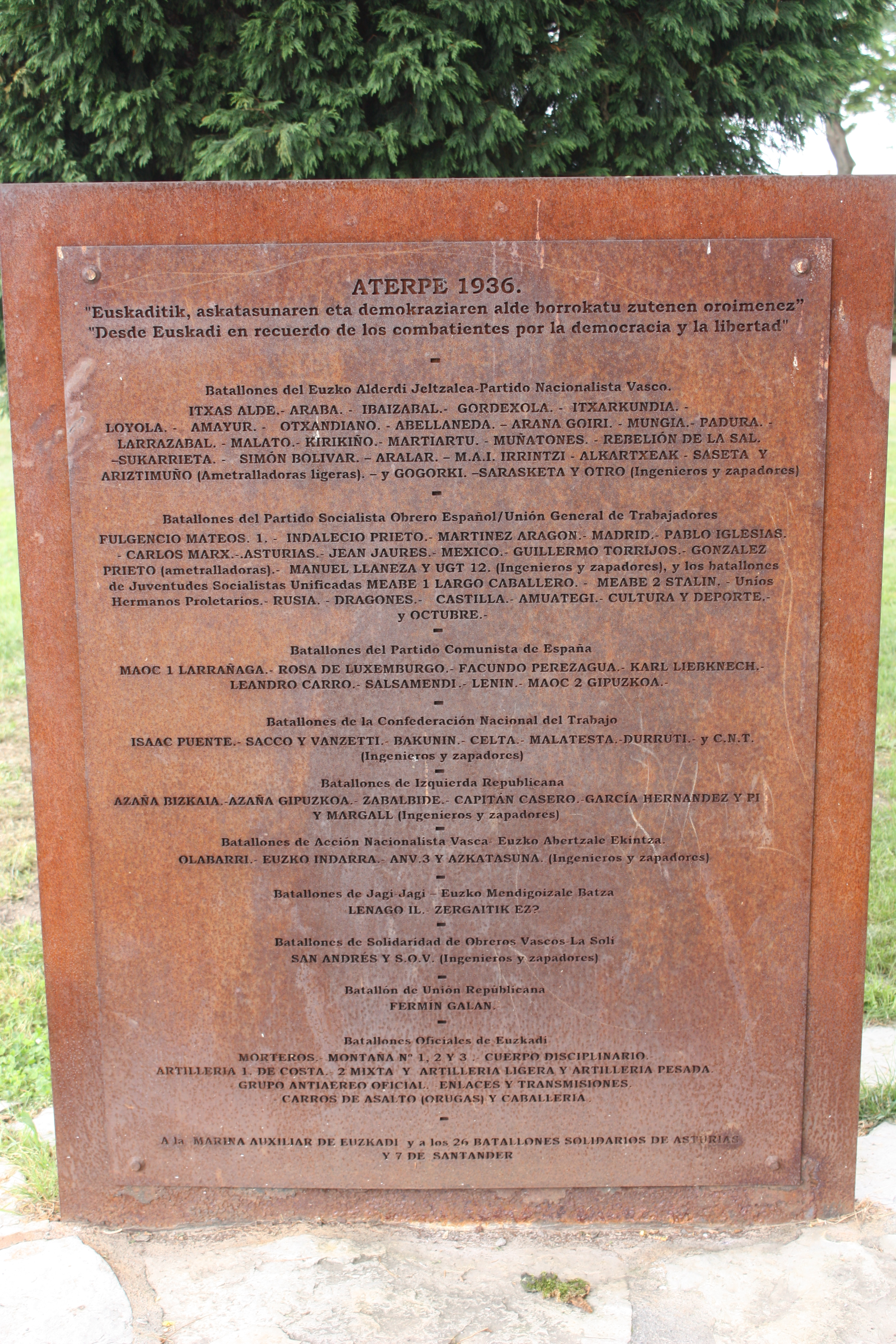
Placa del monumento Aterpe 1936, también conocido como La huella (monte Artxanda, Bilbao), que muestra la composición y filiación de los batallones que componían el Euzko Gudarostea.

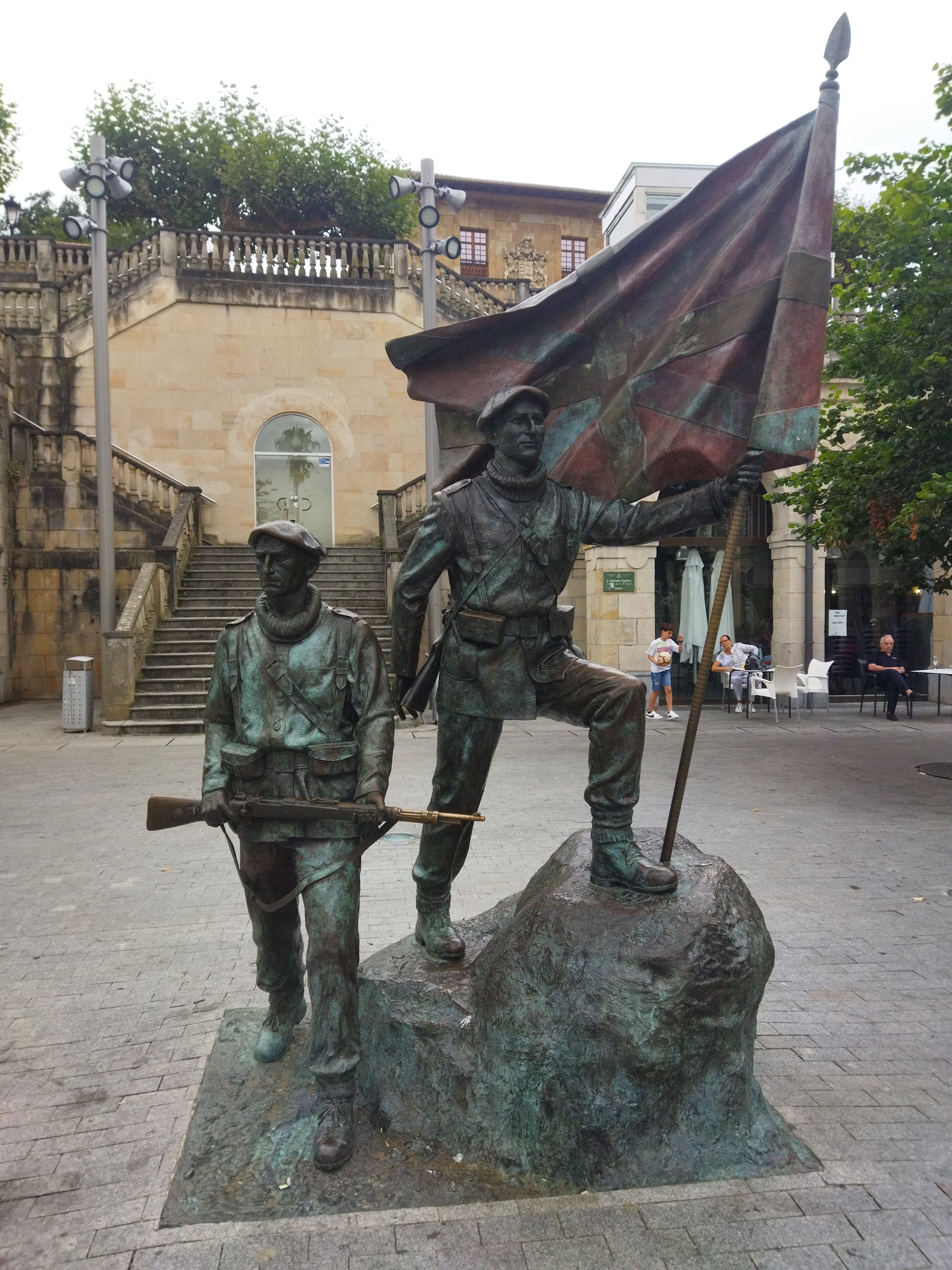
Escultura Gudarei omenaldia (Homenaje a los Gudaris) en Guernica y Luno.

En el cuartel de Bidarte, dirigido por el escritor Esteban Urkiaga, Lauaxeta, se formaron miles de gudaris (en español: soldados). Su primer batallón fue el Arana Goiri, formado por el PNV a partir de su organización paramilitar Euzko Aberkoi Batza, que sale al frente el 24 de septiembre, un día antes de la constitución formal del Euzko Gudarostea.
Los batallones que figuraban en la orden del 26 de abril de 1937 con mando militar unificado en el Euzko Gudarostea eran: 
1. EAJ-PNV: 25 batallones. Amaiur, Mungia, Otxandiano, Aralar, Padura, Martiartu, Simón Bolibar, Álava, Rebelión de la Sal, Itxarkundia, Loiola, Itxasalde, Muñatones, Ibaizabal, Arana Goiri, Abellaneda, Gordexola, Sukarrieta, Larrazabal, Malato, Kirikiño, Saseta, Ariztimuño, Irrintzi, Alkartzea.
2. PSE y UGT: 11 batallones. UGT.1 "Mateos", UGT.2 "Prieto", UGT.3 "Peña", UGT.4 "Carlos Marx", UGT.5 "Madrid", UGT.6 "Pablo Iglesias", UGT.7 (Asturias), UGT.8 "Jaures", UGT.9 "México", UGT.10, UGT.14 "Torrijos".
3. JSU: 9 batallones. Cultura y Deporte, Castilla, UHP, Amuategi, Octubre, Meabe.1, Dragones, Meabe.2, Rusia.
4. EPK-PCE: 8 batallones. Guipúzcoa, Leandro Carro, Rosa Luxemburgo, Perezagua, Larrañaga, Karl Liebknecht, Salsamendi, Lenin.
5. Sin filiación: 7 batallones. Montaña N.º 1, Montaña N.º 2, Montaña N.º 3, Artillería Ligera N.º 3, Grupo Antiaéreo, Transmisiones, Batallón de carros de asalto.
6. CNT: 7 batallones. Isaac Puente, Malatesta, Bakunin, Durruti, Sacco Vanzetti, Celta, CNT.7 (quedó en formación con voluntarios anarquistas internacionales).
7. IR: 5 batallones. Capitán Casero, Barakaldo, Azaña (Bizkaia), Zabalbide, Azaña (Guipúzcoa).
8. ANV: 4 batallones. Olabarri (ANV.1), Euzko Indarra (ANV.2), ANV.3, Askatasuna.
9. Jagi-Jagi: 2 batallones. Zergatik ez?, Lenago Il.
10. ELA-STV: 1 batallón. San Andrés.
11. Republicanos: 1 batallón. Fermín Galán.

Como se observa, lo componían básicamente las organizaciones integrantes que apoyaban al Frente Popular, el PNV y sus organizaciones de masas, y las unidades del ejército que fueron leales al gobierno de la República, actuando en coordinación con el ejército de la Segunda República española .
Por otro lado, el control político del Euzko Gudarostea recaía en el EBB (Euzkadi Buru Batzar, Comisión Ejecutiva de Euskadi del PNV), y uno de sus objetivos era mantener el orden público. Tuvo varios enfrentamientos con batallones anarquistas y de la Unión General de Trabajadores, en tanto el EBB rechazaba los intentos de milicianos anarquistas para desarrollar una revolución proletaria similar a la que se había ejecutado en otras zonas de la España republicana (como por ejemplo en Cataluña o Aragón). Las milicias vascas dentro del Ejército Popular de la República mantuvieron su identidad en otros frentes aunque, una vez que quedaron integradas en el Ejército Popular, ya no volvieron a formar un cuerpo similar al Euzko Gudarostea. A pesar de eso, sí conservaron su carácter distintivo tanto en las campañas de Santander y Asturias como en el resto de los frentes de guerra.

### Los "gudaris"
Los gudaris eran los miembros del Euzko Gudarostea. La palabra gudari proviene del euskera y significa soldado o guerrero, de guda (guerra) y el sufijo -ari, que indica oficio.
Las milicias nacionalistas, entre ellas el Euzko Gudarostea propiamente dicho (la milicia del PNV) combatían bajo la ikurriña, por Dios y por la patria vasca,;constituyeron 37 de los 90 batallones del ejército republicano en el País Vasco. Entre 37 y 44 batallones (según las fuentes) provenían de los partidos de izquierda, que arbolaban la bandera tricolor republicana y se oponían a la religión y a la propiedad privada.

### La Marina de Guerra Auxiliar de Euzkadi
También dispuso de una fuerza naval, la Marina de Guerra Auxiliar de Euzkadi (Euzko Itsas Gudarostea), formada por bous armados y pequeños buques pesqueros convertidos en dragaminas que operaron en el mar Cantábrico. La flotilla de bous llegó a enfrentarse al crucero Canarias en el combate del cabo Machichaco. Contó igualmente con una pequeña fuerza aérea a la que se referían irónicamente como el «circo Price» (un circo famoso de la época) debido a lo variopinto de sus aparatos.

## Historial de operaciones

### Primeras operaciones
El Euzko Gudarostea luchó en el Frente del Norte contra las tropas sublevadas de Franco desde agosto de 1936 hasta julio de 1937, participando en la Ofensiva de Villarreal y en las campañas en torno a Bilbao. El Euzko Gudarostea sufría inicialmente la falta de un Estado Mayor convenientemente calificado para una difícil situación (situación salvada en gran medida cuando el oficial profesional Alberto de Montaud y Noguerol fue designado para dirigir el Estado Mayor en septiembre de 1936), así como de servicios anexos de logística y comunicaciones idóneos para el combate.
También era muy acusada la división ideológica de gran parte de la tropa: batallones de ideología marcadamente izquierdista (como los del PCE, el PSOE y la CNT) luchaban en el mismo bando que las tropas del PNV y ANV, de ideología nacionalista y en el caso del PNV  mayormente conservadora de derechas. Como muestra cabe indicar que desde los inicios del conflicto, las tropas republicanas de Euzkadi que estaban adscritas a partidos de izquierda ordenaron el uso exclusivo de la bandera tricolor de la Segunda República española como distintivo, pero las fuerzas simpatizantes del PNV exigieron (y lograron) imponer el uso simultáneo de la ikurriña vasca como emblema de sus batallones.

### Campaña de Vizcaya

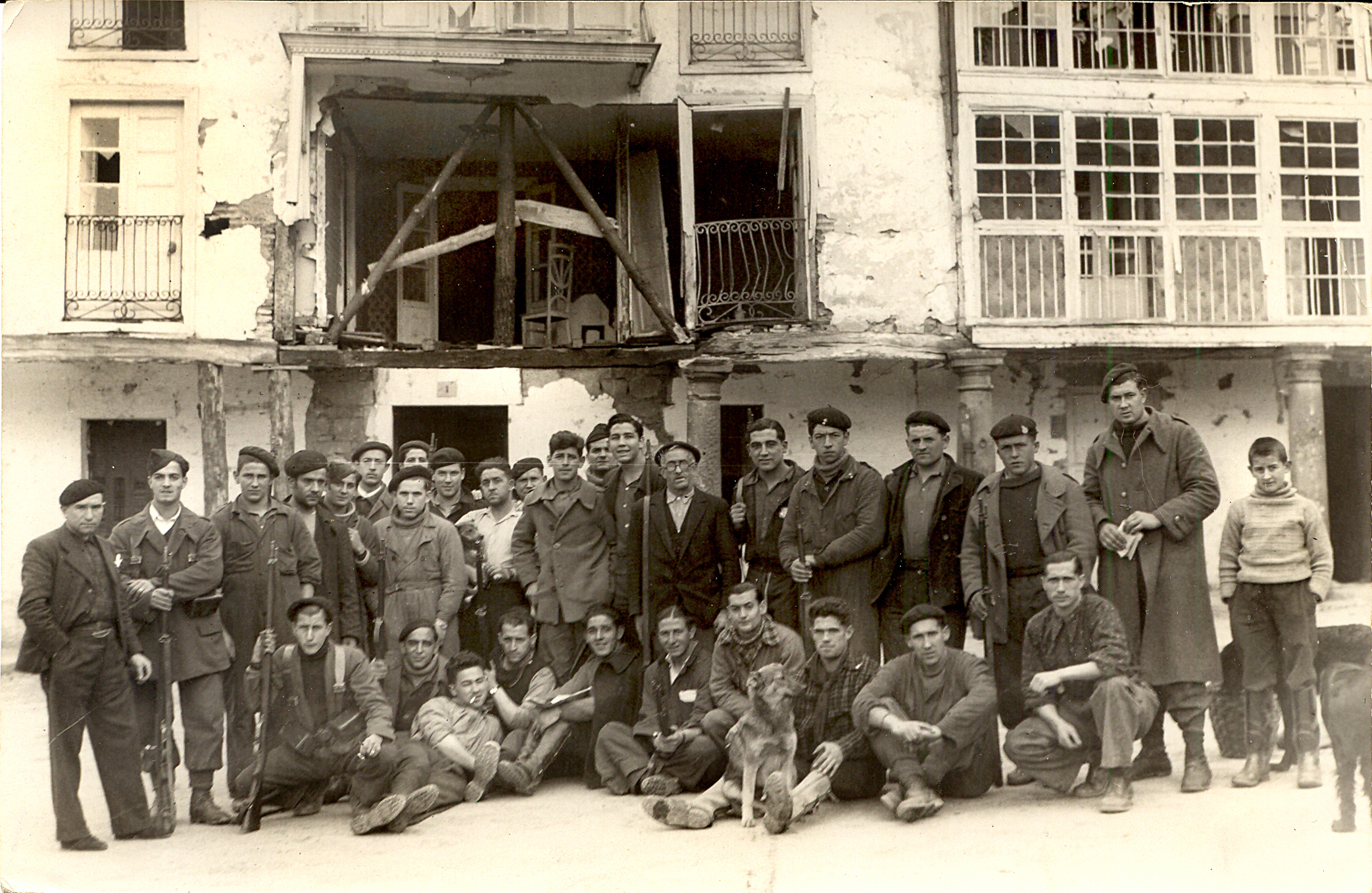
Miembros de los batallones vascos en Elgueta (Guipúzcoa)

Pese a la situación de guerra, el control político del Euzko Gudarostea se mantuvo firmemente en manos del PNV y del gobierno vasco, luchando a la vez por mantener su autonomía operativa respecto del Ejército del Norte dirigido por el general Francisco Llano de la Encomienda (que teóricamente unificaba el mando bélico republicano en Asturias, Santander y Euzkadi), al punto que a fines de abril de 1937 el lehendakari José Antonio Aguirre asume personalmente el mando del Estado Mayor del Euzko Gudarostea, dejando al general Alberto de Montaud como asesor.
La cantidad total de combatientes efectivamente movilizados por el Euzko Gudarostea alcanzó los 75 000 hombres a fines de marzo de 1937, siendo que en ese momento se hallaban 45 000 combatiendo en el frente, mientras erróneamente el general Emilio Mola, jefe de las tropas sublevadas en el frente vizcaíno, subestimaba la fuerza del Ejército Vasco en "40 compañías con 25 000 hombres". Las tropas vascas sufren constantes derrotas en la campaña de 1937 debido a la escasez de artillería pesada y la carencia de aviación de combate en cantidad suficiente, mientras que las tropas franquistas contaban con aplastante superioridad en cantidad y calidad de ambos tipos de armamento. El aislamiento geográfico hizo muy difícil al gobierno republicano de Valencia el envío de municiones y armas al Frente del Norte, incluida Vizcaya. Al carecer de medios para una ofensiva masiva contra los franquistas (pese a la relativa abundancia de reclutas y voluntarios entusiastas), la táctica del Euzko Gudarostea se torna básicamente defensiva desde marzo de 1937, intensificando la construcción del Cinturón de Hierro de Bilbao. 
No obstante, las exigencias de la guerra y la ofensiva de los sublevados desde Navarra imponen que el Euzko Gudarostea abandone desde inicios de 1937 la organización básica en pequeños batallones y compañías, aceptando la concentración de tropas en divisiones y brigadas. Además de los cambios en la organización, el Ejército Vasco fue definitivamente integrado en el Ejército Popular de la República y el 26 de marzo de 1937 fue renombrado como I Cuerpo de Ejército de Euzkadi. Con ello, desaparecía el primitivo Euzko Gudarostea aunque su esencia se mantuvo en la nueva formación creada.